# 천보다

천보다 (중국어 간체자: 陈伯达, 정체자: 陳伯達; pinyin, 병음: Chén Bódá, 1904년 7월 29일~1989년 9월 22일)은 중화인민공화국의 정치가, 학자이다. 문화대혁명의 주도자 중 한 명이다. 자(字)는 중순(仲順).

## 생애
푸젠성 출신으로, 1927년 중국공산당에 가입했다. 이 해 소련의 모스크바 중산 대학에 유학을 갔다. 1930년 귀국하여 베이핑 중국대학, 옌안 중국공산당 중앙당교, 마르크스-레닌 학원에서 가르쳤다. 또한 행정가로서 중공 중앙선전부, 군사위원회, 중앙비서처, 중앙정치연구실등의 기관에서 일했다.
이 기간 동안, "중국사대가족"《中国四大家族》, "가난한 나라의 큰도적 위안스카이" 《窃国大盗袁世凯》, "인민공적 장제스" 《人民公敌蒋介石》등의 정치적 저술을 하기도 하였다. 그리하여 중국공산당 내에서 영향력 있는 이론선동가중 하나가 되었다.
1945년 중국공산당 제7차 전국대표대회에서 중앙후보위원으로 선출되었다. 이후 정계와 사상계에서 여러 주요 지위를 거쳤다. 이 당시 "마오쩌둥이 중국혁명을 논하다"《毛泽东论中国革命》등을 저술하였다. 또한 마오쩌둥이 초안을 잡은 여러 당의 문건들을 완성시키는 것을 도왔다.
1959년 루산회의에서 펑더화이가 대약진운동을 실패로 이끈 마오쩌둥을 비판하자, 마오쩌둥은 당의 신뢰를 잃지 않기 위해 천보다를 대신 내세워 펑을 공격, 펑을 실각시켰다.
문화대혁명이 시작되자, 그는 "중앙문화혁명소조"의 조장으로 문혁을 지도하였다. 또한 문혁이 진행됨에 따라 정치적 지위도 승진하여, 중국공산당 정치국 상임위원을 역임하였다. 권력서열로는 제5위로서, 마오, 린뱌오, 캉셩, 저우언라이의 다음에 해당하는 자리였다.
그는 문혁의 지도자 중 한 명인 린뱌오의 편에 섰다가, 린뱌오를 의심하기 시작한 마오의 눈밖에 나서 몰락의 길을 걷기 시작했고, 린뱌오의 쿠데타 음모 실패후, 당에서 제명되었다.
마오쩌둥 사후, 1976년, 사인방이 체포되어 문혁이 종식되었고, 그도 문혁파의 한 명으로 체포되었다. 1981년 1월에 그는 최고인민법원에서 징역 18년을 선고받았으나, 건강이 나빠서 이해 8월 석방되었다. 1989년 9월 22일 베이징에서 사망했다.